# 아나 헨리쿠에스닐센
아나 헨리쿠에스닐센(덴마크어: Anna Henriques-Nielsen, 1881년 12월 8일 ~ 1962년 11월 24일)은 덴마크의 배우이다.